# Twoja na zawsze
Twoja na zawsze (hiszp. Siempre tuya Acapulco) – meksykańska telenowela z 2014 roku. W rolach głównych wystąpili Melissa Barrera i Daniel Elbittar. Główni antagoniści to m.in. Cecilia Ponce, Aura Cristina Geithner, Bernie Paz i Gabriela Roel.

## Fabuła
Młoda i biedna dziewczyna Olvido mieszka na prowincji. Pewnego dnia spacerując po lesie, słyszy wołanie o pomoc. Poznaje tam młodego Diego, który przeżył katastrofę swojej awionetki, ale na skutek niej stracił pamięć i wzrok. Olvido i Diego zakochują się w sobie. Po niespełna miesiącu znajomości przed obliczem Maryi i miejscowego księdza składają sobie przysięgę zaręczynową. Wieczorem spędzają wspólną noc. Kilka dni później Diego i Olvido jadą do szpitala, w którym odbywa się zabieg przywrócenia wzroku młodego mężczyzny. Dzień później, kiedy Diego odzyskuje wzrok w szpitalu wybucha pożar, a mężczyzna ucieka przez okno. Wskutek czego traci pamięć o przeżytych chwilach ze swoją ukochaną. Dziewczyna szuka Diego po całej miejscowości, lecz tylko dowiaduje się, że wyjechał do Acapulco.
Olvido jedzie szukać swojego wybranka. Zostaje potrącona, jak się okazuje przez samego Diego. Chłopak zawozi ją do szpitala. Na szczęście dziewczynie nic nie jest, oprócz tego że spodziewa się dziecka. Ta wiadomość jest wielkim zaskoczeniem dla Olvido. Niestety kobiecie jest bardzo przykro, ponieważ Diego wcale jej nie pamięta. W ramach rekompensaty za potrącenie prosi chłopaka o pracę w jego domu.
Dziewczyna zaczyna pracę w domu Diega jako służąca. Spotyka tam jednak wiele niemiłych ludzi, m.in. byłą dziewczynę Diega oraz jej matkę – dwie niezrównoważone kobiety. Olvido stara się przypomnieć swojemu pracodawcy wspólne chwile, które z nim spędziła. Niestety na marne. W końcu wyznaje Diego prawdę o tym co między nimi było. Chłopak nie wierzy jednak, że on i jego podwładna będą mieli dziecko. Twierdzi że, dziewczyna wymyśliła całą historyjkę, aby wyłudzić od niego pieniądze. Po tych słowach Olvido nie ma już siły dalej walczyć z niedowierzaniem Diego. Odchodzi z pracy zostawiając kartkę, aby więcej jej nie szukali.
Olvido przeprowadza się do swojego kuzynostwa. Niestety fakt, że jest w ciąży utrudnia jej zarabianie pieniędzy.
Detektyw wynajęty przez rodzinę Diego, potwierdza prawdomówność Olvido. Jednak Diego ciągle nie wierzy, że dziecko jest jego. Mimo nalegań wuja i matki, nie chce czytać raportów śledztwa. Ciekawym odkryciem jest fakt, iż Olivido jest córką zaprzyjaźnionego rodzinie miliardera (o tym wie tylko wuj i biologiczny ojciec, który myślał, że jego córka nie żyje).
Pewnego dnia Olvido, niemająca nawet pieniędzy na jabłko postanawia pójść do rodziny Diega. Niefortunny los sprawia, że wita ją matka dziewczyny Diega, która przekazuje jej informacje, że jej córka spodziewa się dziecka Diega. Wyrzuca dziewczynę za drzwi...

## Obsada
- Melissa Barrera – Olvido Pérez / Olvido Balmaceda Pérez
- Daniel Elbittar – Diego Rivas Santander / Diego Canciano Santander
- Cecilia Ponce – Irán Hernández Molina
- Alberto Guerra – David Balmaceda Romero
- Gabriela Roel – Eufrasia Pérez
- Rafael Sánchez Navarro – Armando Balmaceda Domínguez
- Wendy de los Cobos – Raquela Romero de Balmaceda
- Aura Cristina Geithner – Angustias Molina Vda. de Hernández
- Leticia Huijara – Esperanza Santander Alarcón Vda. de Rivas
- Héctor Soberón – Ulises Santander Alarcón
- Francisco Angelini – Francisco "Pancho" Gómez
- Erick Chapa – Rodrigo Rivas Santander
- Esmeralda Ugalde – Vanessa Hernández Molina
- Marliesse Edelmann – Roxana Iriarte
- Amaranta Ruíz – Rufina Cárdenas
- Yanilen Díaz – Martha "Martita" Pérez
- Luciano Zacharski – Jesús "Chuy" Pérez
- Ramiro Tomasini – Nelson Hernández Molina
- Raúl Sandoval – Anastasio "Tacho" Cárdenas
- Gina Moret – Alicia "Licha" Vda. de Cárdenas
- Carlos Millet – Lucho Cárdenas
- Alejandra Ley – Citlali Chimalpopoca
- Estrella Veloz – Rosario "Chayo" Cárdenas
- Gerardo González – Bernardo "Bernie" Urástegui
- José González Márquez – Don Juventino Pérez
- Mayte Gil – Gisela
- Jorge Galván – Ojciec Filemón
- Christian Wolf – Javier "Jaguar" Robles
- Germán Valdés – Juanchito
- Rodrigo Cachero – Dr. Villanueva
- Bernie Paz – Stefano Canciano
- Ana La Salvia – Verónica Canciano
- Gabriela Spanic – Fernanda Montenegro "La Fiscal de Hierro"
- Regina Torné – Soraya Patiño
- Fabián Corres – Dr. Alarcón
- Alma Moreno – pielęgniarka
- Héctor Parra – Ernesto
- Gregory Kauffman – Gabriel Sandoval Canciano
- Marcela Alcaraz – Tomasina
- Alejandra Redondo – "La Piraña"
- Roberto Leyva – Doktor
- Camila Rojas – Julia
- Luis Cárdenas – komendant
- Valeria Lourdoguin – Sabrina Linares "Risitas"
- Carlos Alfonso – Urbano
- Talia Gómez – Marlen
- Valeria Galviz – Florencia Antonia
- Alfonso Bravo – Amador
- Mauricio Islas – on sam
- Saúl Lisazo – on sam
- Alan Alarcón – młody Armando Balmaceda

## Piosenki
- Czołówka: Quiero decirte śpiewa Daniel Elbittar[5]
- Tyłówka: La Ventana De Mi Alma (Eres Tu) śpiewa Melissa Barrera[6]

## Wersja polska
W Polsce telenowela była emitowana po raz pierwszy od 8 marca 2017 do 22 września 2017 w TV4. Wyemitowany 8 marca premierowy odcinek obejrzało 294 tys. osób. W Polsce liczba odcinków wynosiła 136, a nie 137. Ostatni odcinek trwał bowiem około 90 minut. Lektorem serialu był Radosław Popłonikowski. W ramówce TV4 telenowelę zastąpił serial Esmeralda.

## Nagrody

### TV Adicto Golden Awards
| Rok  | Kategoria               | Osoba           | Wynik   |
| ---- | ----------------------- | --------------- | ------- |
| 2014 | Męskie objawienie       | Daniel Elbittar | Wygrana |
| 2014 | Najgorsza postać żeńska | Melissa Barrera | Wygrana |

## Adaptacje
Na podstawie telenoweli w 2015 roku powstała malezyjska wersja tej historii pt. Memori Cinta Suraya.